# إرنست روبرت مور
إرنست روبرت مور (بالإنجليزية: Ernest Robert Moore)‏ هو سياسي أمريكي، ولد في 1 نوفمبر 1869، وتوفي في 4 مارس 1957. حزبياً، نشط في الحزب الجمهوري. وقد انتخب عضو مجلس نواب ولاية ايوا.